# HD 59878
HD 59878，又名BD+23 1744，SAO 79489、HR 2879，是一颗恒星，视星等为6.54，位于銀經196.3，銀緯18.95，其B1900.0坐标为赤經7h 26m 51s，赤緯+23° 18.95′ 3″。